# Mitt liv i rosa
Mitt liv i rosa (fransk titel: Ma vie en rose) är en film från 1997, regisserad av Alain Berliner. Den berättar berättelsen om Ludo, en transflicka som av omvärlden betraktas som pojke. Filmen visar kampen om könsidentitet som hon och hennes familj går igenom.
I Sverige hade filmen premiär den 13 februari 1998 på biograferna Sture i Stockholm och Capitol i Göteborg.

## Titel och namn
Filmens titel kan avse den kända chansonen La vie en rose. I sången syftar en rose (i rosa) på att vara förälskad, men i filmen syftar det på Ludovics könsidentitet. 
Filmen presenterar en fransk docka, som är en klon av Barbie, kallad Le monde de Pam, vilket är ett fiktivt varumärke. 
Pojkflickan i slutet av filmen har samma förnamn som manusförfattaren Chris Vander Stappen, som skrivit och regisserat flera filmer som inkluderar homosexuella relationer.

## Produktion
Även om filmen internationellt presenterats som belgisk på grund av regissören och manusförfattarens nationalitet, så är filmen ett internationellt samarbete mellan företag i Belgien, Storbritannien och Frankrike, där den största delen av produktionen gjorts av det franska independentfilmhuset Haut et Court, och filmningen tog plats nära Évry, söder om Paris. 
Användandet av färger i filmen är unik: den ändras till blåa toner i och med att föräldrarna lämnar skolpjäsen.

## Amerikansk kontrovers
I USA graderades filmen med ett R (vilket betyder restricted och enligt "Motion Picture Association of America film rating system" betyder att barn under 17 måste se den med föräldrars tillstånd) av MPAA, ett kontroversiellt beslut, eftersom filmen har minsta möjliga sexuellt innehåll, väldigt lite våld och mycket milt språk. De som motsatte sig graderingen menade att den var ett resultat av transfobi.

## Priser
Filmen vann Krištolinis gaublys på Filmfestivalen i Karlovy Vary 1997 och Golden Globe Award för bästa icke-engelskspråkiga film 1998.